# Therese Wallter
Therese Wallter, née le 1er mai 1982 à Helsingborg en Suède, est une handballeuse internationale suédoise, qui évolue au poste de pivot.

## Palmarès

### En équipe nationale
- vice-championne d'Europe en 2010 avec la Suède[3]